# 衛玄
衛玄（541年—617年），字文升，河南洛阳人。

## 生平
衛玄祖父卫悦，北魏司农卿，父卫摽，侍中、左武卫大将军。北周周武帝为魯公时，召衛玄为記室。转任給事上士，嗣爵興勢公。進位宣納下大夫。武帝親政，衛玄任益州总管長史。升任開府儀同三司、太府中大夫，治内史事，兼京兆尹。周宣帝时，因违命免官。
580年，楊堅为丞相，衛玄以检校熊州事復官。和州蛮作乱，衛玄为行軍总管镇压。581年，隋朝建立，衛玄升任淮州总管，封同軌郡公，因事连坐免官。不久，改任嵐州刺史。監督劳役修建長城。检校朔州总管事。後任衛尉少卿。601年，巴蜀深山中的山獠作乱，卫尉少卿衛玄出任資州刺史，前去镇压。獠族当时包围大牢鎮（今四川荣县），衛玄单骑闯入僚人大营，对僚人首领申明大义陈説利害，獠族渠帥感悦诚服，解围而走。以后，卫玄又招抚十余万僚人归顺朝廷，平定了这场叛乱。文帝楊堅大喜，褒賞衛玄，任命他为遂州总管，安撫剑南。
604年，隋煬帝即位，召還衛玄任衛尉卿。一年后，转任工部尚書。後以工部尚書任魏郡太守。不久，任右候衛大将軍、检校左候衛事。612年，转任刑部尚書。遠征高句麗，检校右御衛大将軍，率軍出增地道。隋軍敗北，衛玄的军队保全回师。受位金紫光禄大夫。
613年，煬帝第二次遠征高句麗，派衛玄辅佐代王楊侑留守長安，任刑部尚書、京兆内史。下令代王楊侑以師傅之礼对待他。楊玄感逼近東都洛陽，衛玄率兵七万救援東都。到达華陰，挖掘杨玄感父楊素墓，烧毁楊素的骸骨。出潼关后，衛玄属下担心崤、函之地有伏兵，建议从陝县沿流東下，直抵河陽，攻打楊玄感背後。衛玄擂鼓前進。越函谷关，派武賁郎将張峻在南道疑敌，衛玄率大军直向城北。楊玄感迎击衛玄，衛玄屯軍金谷。衛玄在軍中扫地祭祀文帝，在灵前決死之誓。衛玄苦战，很多人死傷。宇文述、来護儿援兵到达，楊玄感向西逃走。衛玄派斛斯万善、龐玉为先鋒追赶，在閿乡和宇文述合兵击败楊玄感。煬帝車駕到达高陽，煬帝召来衛玄，賜他良田宅邸，让他回長安。
615年，衛玄受命屯守关中。当时民变四起，百姓飢饉，隋朝官府坏乱，衛玄不能救恤。以年老为由请求告老还乡，隋炀帝派封倫劝阻了他。李淵太原起兵，进入关中，衛玄知道守不住，称病不处理政事。李淵进入長安，衛玄弃官回家。617年去世。享年七十七岁。《大唐新语》误作卫玄被李渊诛杀。
儿子衛孝則，官至通事舎人、兵部承務郎，早逝。

## 外部連結
[在维基数据编辑]
 《北史·卷076》，出自李延壽《北史》
 《隋書·卷63》，出自魏徵《隋书》